# Paral·lel 66° nord
El paral·lel 66° nord és una línia de latitud que es troba a 66 graus nord de la línia equatorial terrestre. Travessa Europa, Àsia, l'Oceà Pacífic, Amèrica del Nord l'oceà Atlàntic.

## Geografia
En el sistema geodèsic WGS84, al nivell de 66° de latitud nord, un grau de longitud equival a 45,405 km; la longitud total del paral·lel és de 16.346 km, que és aproximadament 40,8% de la de l'equador, del que es troba a 7.322 km i a 2.680 km del pol Nord
Com tots els altres paral·lels a part de l'equador, el paral·lel 66° nord no és un cercle màxim i no és la distància més curta entre dos punts, fins i tot si es troben al mateix latitud. Per exemple, seguint el paral·lel, la distància recorreguda entre dos punts de longitud oposada és 8.173 km; després d'un cercle màxim (que passa pel Pol Nord), només és 5.360 km.

## Durada del dia
En aquesta latitud, el sol és visible durant 24 hores i 0 minuts a l'estiu, i 2 hores i 47 minuts en solstici d'hivern.

## Arreu del món
Començant al meridià de Greenwich i dirigint-se cap a l'est, el paral·lel 66º passa per:
| Coordenades                               | País, territori o mar  | Notes |  |
| ----------------------------------------- | ---------------------- | --- |  |
| 66° 0′ N, 0° 0′ E / 66.000°N,0.000°E      | Oceà Atlàntic          | Mar de Noruega |  |
| 66° 0′ N, 12° 13′ E / 66.000°N,12.217°E   | Noruega                | Illes de Nord-Herøy i Alsten, i el continent (Nordland) |  |
| 66° 0′ N, 14° 33′ E / 66.000°N,14.550°E   | Suècia                 | |  |
| 66° 0′ N, 24° 2′ E / 66.000°N,24.033°E    | Finlàndia              | |  |
| 66° 0′ N, 30° 0′ E / 66.000°N,30.000°E    | Rússia                 | |  |
| 66° 0′ N, 34° 37′ E / 66.000°N,34.617°E   | Mar Blanc              | |  |
| 66° 0′ N, 40° 54′ E / 66.000°N,40.900°E   | Rússia                 | |  |
| 66° 0′ N, 179° 45′ O / 66.000°N,179.750°O | Mar de Bering          | Golf de l'Anàdir |  |
| 66° 0′ N, 178° 52′ O / 66.000°N,178.867°O | Rússia                 | Península de Txukotka |  |
| 66° 0′ N, 170° 11′ O / 66.000°N,170.183°O | Estret de Bering       | |  |
| 66° 0′ N, 166° 58′ O / 66.000°N,166.967°O | Estats Units           | Alaska |  |
| 66° 0′ N, 141° 0′ O / 66.000°N,141.000°O  | Canadà                 | Yukon Territoris del Nord-oest - per uns 16 km Yukon - per uns 16 km Territoris del Nord-oest - per uns 9 km Yukon - per uns 8 km Territoris del Nord-oest - passa a través del Gran Llac dels Ossos Nunavut |  |
| 66° 0′ N, 86° 4′ O / 66.000°N,86.067°O    | Estret de Roes Welcome | |  |
| 66° 0′ N, 85° 9′ O / 66.000°N,85.150°O    | Canadà                 | Nunavut – Illa White |  |
| 66° 0′ N, 84° 53′ O / 66.000°N,84.883°O   | Estret de Frozen       | |  |
| 66° 0′ N, 84° 22′ O / 66.000°N,84.367°O   | Canadà                 | Nunavut – Illa Vansittart |  |
| 66° 0′ N, 83° 52′ O / 66.000°N,83.867°O   | Conca de Foxe          | |  |
| 66° 0′ N, 83° 33′ O / 66.000°N,83.550°O   | Canadà                 | Nunavut – Illa Nunaariatjuaq |  |
| 66° 0′ N, 83° 30′ O / 66.000°N,83.500°O   | Conca de Foxe          | |  |
| 66° 0′ N, 74° 17′ O / 66.000°N,74.283°O   | Canadà                 | Nunavut - Illa de Baffin |  |
| 66° 0′ N, 67° 0′ O / 66.000°N,67.000°O    | Badia Cumberland       | |  |
| 66° 0′ N, 65° 57′ O / 66.000°N,65.950°O   | Canadà                 | Nunavut - Illa de Baffin |  |
| 66° 0′ N, 61° 59′ O / 66.000°N,61.983°O   | Estret de Davis        | |  |
| 66° 0′ N, 53° 27′ O / 66.000°N,53.450°O   | Groenlàndia            | Serfartooq |  |
| 66° 0′ N, 37° 50′ O / 66.000°N,37.833°O   | Sermilik               | |  |
| 66° 0′ N, 35° 46′ O / 66.000°N,35.767°O   | Groenlàndia            | Moroene |  |
| 66° 0′ N, 35° 44′ O / 66.000°N,35.733°O   | Oceà Atlàntic          | Estret de Dinamarca |  |
| 66° 0′ N, 23° 48′ O / 66.000°N,23.800°O   | Islàndia               | Península Westfjords |  |
| 66° 0′ N, 20° 29′ O / 66.000°N,20.483°O   | Oceà Atlàntic          | Húnaflói |  |
| 66° 0′ N, 20° 31′ O / 66.000°N,20.517°O   | Islàndia               | Skagaströnd a la península Skagi |  |
| 66° 0′ N, 19° 56′ O / 66.000°N,19.933°O   | Oceà Atlàntic          | Skagafjörður |  |
| 66° 0′ N, 19° 41′ O / 66.000°N,19.683°O   | Islàndia               | Península Tröllaskagi |  |
| 66° 0′ N, 18° 47′ O / 66.000°N,18.783°O   | Oceà Atlàntic          | Eyjafjörður per la vila de Dalvík |  |
| 66° 0′ N, 18° 18′ O / 66.000°N,18.300°O   | Islàndia               | Península Flateyjarskagi og Fjörður |  |
| 66° 0′ N, 17° 58′ O / 66.000°N,17.967°O   | Oceà Atlàntic          | Skjálfandi |  |
| 66° 0′ N, 17° 33′ O / 66.000°N,17.550°O   | Islàndia               | Tjörnes per Húsavík, sortida per Langanes |  |
| 66° 0′ N, 14° 38′ O / 66.000°N,14.633°O   | Oceà Atlàntic          | Mar de Groenlàndia Mar de Noruega |  |